# زفيرينوغولوفسكويي (كورغان)
زفيرينوغولوفسكويي (بالروسية: Звериноголовское) هي مدينة في مقاطعة كورغان أوبلاست في روسيا.
يبلغ عدد سكانها حوالي 4251 نسمة.